# Tetragnatha squamata
Tetragnatha squamata este o specie de păianjeni din genul Tetragnatha, familia Tetragnathidae, descrisă de Karsch, 1879. Conform Catalogue of Life specia Tetragnatha squamata nu are subspecii cunoscute.

## Galerie

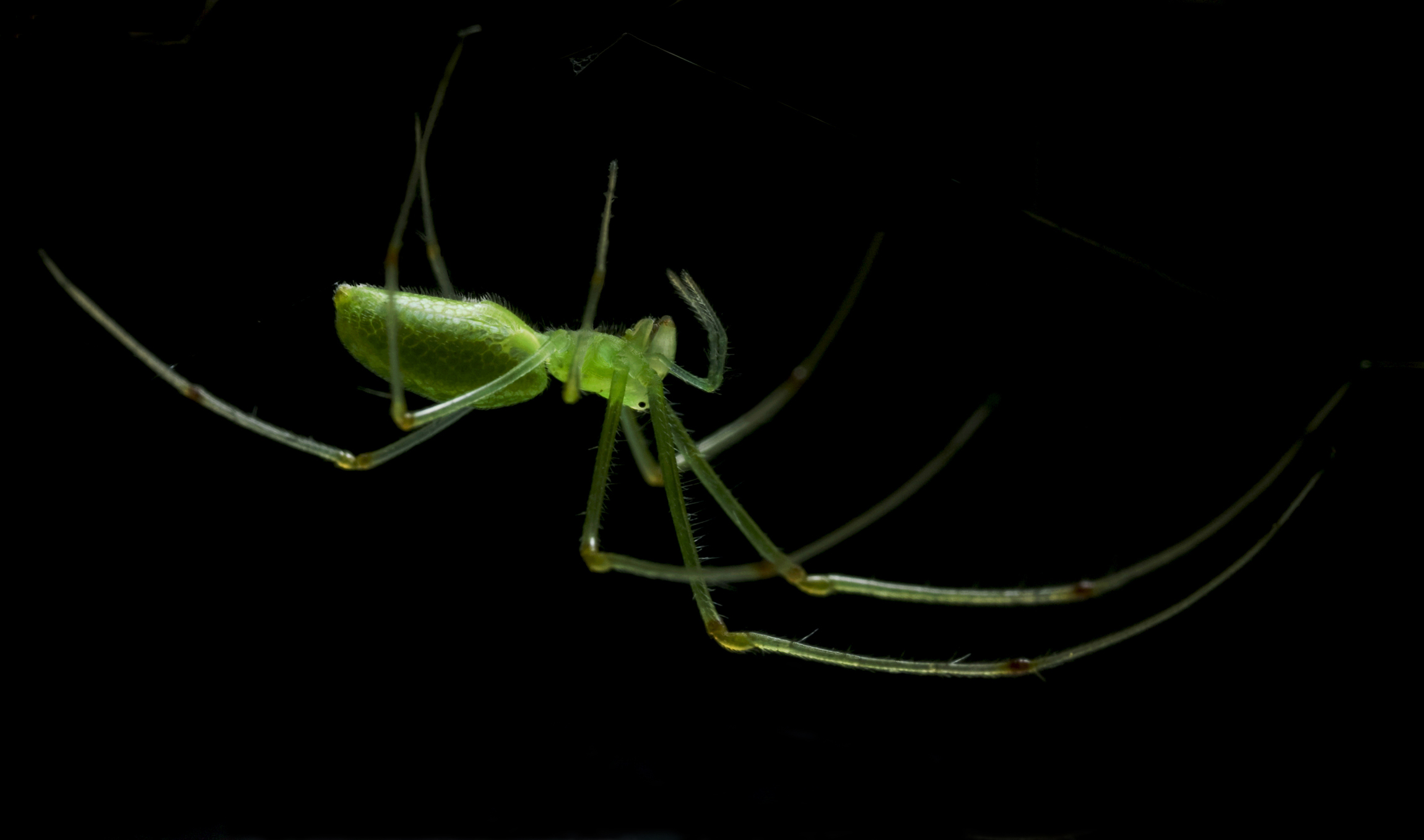
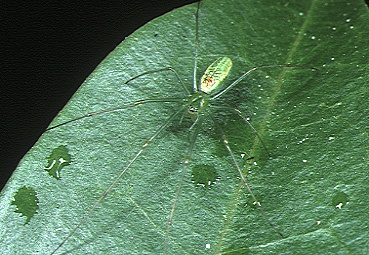
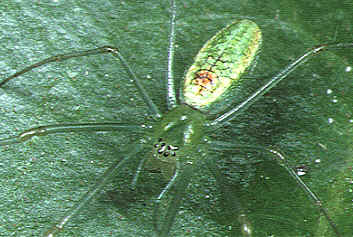
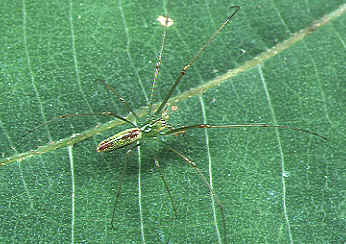
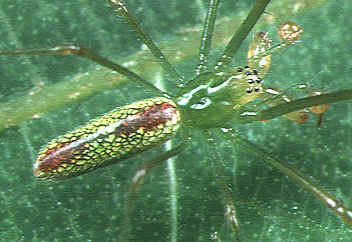